# Apía
El municipio de Apía en Risaralda, Colombia está ubicado sobre territorio montañoso cuyo relieve corresponde a la vertiente oriental de la cordillera occidental de los Andes, con un relieve montañoso, 214 km² a una altura, de 1630 m s. n. m., lo que motiva una temperatura muy agradable promedio de 19 °C.
Su cabecera está localizada a los 5° 7′ de longitud al oeste de Greenwich. Altitud: 1600. Temperatura media 19 °C. Dista de la capital del Departamento 65 km.

## Historia
El Municipio de Apía se encuentra ubicado aproximadamente a 65 km al noroccidente del Pereira. Sus territorios montañosos están regados por las aguas de los ríos Apía, Guarne y San Rafael. 
Fundado en 1883 por los esposos José María Marín y María Encarnación Marín, quienes fueron los primeros colonos antioqueños en llegar hasta estos predios, entre otros colonos se destacan Julián Ortiz y su esposa Juliana Aguirre, Saturnino Marín, José María Ledesma. Carmelo Marín, Rafael Álvarez y Urbano Osorio.

## Geografía

### Límites y superficie
Por el norte y el oriente limita con Belén de Umbría y Pueblo Rico, por el Sur con Santuario y Viterbo en el Departamento de Caldas. Por el occidente con Santuario y Pueblo Rico. El área municipal es de 214 km², de los cuales 0.278 corresponden a la zona urbana, con un avalúo catastral de $ 16.530.590.00. El territorio es montañoso y su relieve corresponde a la Cordillera Occidental de los Andes; su máxima altura se encuentra en el cerro del Tatamá con 4.150 m s. n. m. Otros accidentes orográficos destacados son los Altos de Las Palomas, y Serna, este último a 3.600 m s. n. m. 
Por lo accidentado de su topografía, presenta variedad de climas, distribuyéndose sus pisos térmicos en:
medio 97 km²; frío 108 km²; páramo 9 km². El total de predios urbanos es de 712 y rurales, 2.064, con un avalúo catastral de $58.384.660.00
Los límites municipales están definidos en la Ordenanza número 035 de 1975: 
CON EL MUNICIPIO DE BALBOA. "Partiendo de la confluencia del Río Cañaveral con el Río Cauca, 
lugar de concurso de los Municipios de Balboa, Pereira y el departamento del Valle; se sigue por el 
Río Cauca aguas abajo hasta la confluencia con el Río Risaralda; lugar de concurso de los 
Municipios de Balboa, la Virginia y Pereira". 
CON EL MUNICIPIO DE LA VIRGINIA. "Partiendo de la confluencia del Río Risaralda, con el Río 
Cauca; lugar de concurso de los Municipios de Balboa, la Virginia y Pereira, se sigue por el Río 
Cauca, aguas abajo hasta la desembocadura del Río Otún, lugar de concurso de los municipios deo
la Virginia, Marsella y Pereira. 
CON EL MUNICIPIO DE PUEBLO RICO. "Partiendo de la confluencia del sitio frente al nacimiento 
del Río Tatamá en la Cuchilla de la Línea, lugar de concurso de los Municipios de Pueblo Rico, APIA 
y Santuario, se sigue por toda la fila de la Cuchilla de la Línea (Divorcio de aguas que separa los 
de la vertiente Pacífica del Río San Juan, que comprende los Ríos Cuanza, Siató, Tatamá, de los 
de la Vertiente Atlántica del Río Risaralda, que comprende los Ríos Apia, San Rafael y Quebrada 
Risaralda), en dirección general Noreste (NE) atravesando la carretera APIA-Pueblo Rico hasta 
llegar al Alto Pelahuevos, nacimiento de los Ríos Cuanza y Apia, sobre la Cuchilla de San Juan, 
lugar de concurso de los Municipios de Pueblo Rico, Belén de Umbría y APIA. 
CON EL MUNICIPIO DE BELEN DE UMBRÍA. "Partiendo del Alto de Pelahuevos en la Cuchilla de 
San Juan (Nacimiento de los Ríos Cuanza y APIA), lugar de concurso de los Municipios de Pueblo 
Rico, Belén de Umbría y APIA; se sigue en dirección general Sur (S) por todo el filo de la Cuchilla 
de San Juan hasta encontrar el nacimiento del Río Guarne; por estas aguas abajo hasta la 
desembocadura de la Quebrada La María en límites prediales de las Haciendas La María y la 
Pastora pertenecientes al Municipio de Viterbo; lugar de concurso de los Municipios de Belén de 
Umbría, APIA y el departamento de Caldas". 
CON EL DEPARTAMENTO DE CALDAS. 
CON EL MUNICIPIO DE SANTUARIO. "Partiendo de la desembocadura de la Quebrada de la Equix, 
en el Río Mapa, lugar de concurso de los Municipios de APIA, Santuario y el departamento de 
Caldas; se sigue por el Río Mapa aguas arriba hasta la confluencia con el Río Apia y por este 
aguas arriba hasta su confluencia con el Río San Rafael y por este hasta su nacimiento y de aquí 
en dirección Nordeste (NW) hasta llegar a la cima de la Cuchilla de la línea (filo de la Cordillera 
Occidental) frente al nacimiento del Río Tatamá, lugar de concurso de los Municipios de Pueblo 
Rico, APIA, y Santuario. 

### Recursos hídricos
La red hídrica del municipio de Apía está comprendida por las microcuencas de los ríos Apia, San Rafael, Guarne, afluentes del río Risaralda. 
La microcuenca del río Apía está conformada por las quebradas La Mecenia, La Negra, Agua Bonita, La Samaria, Campo Alegre, Sonadora, La Nubia, Lucero, Cajones, La Cristalina, La Cruceta, Muñetón, Ceci, La Soledad, La María, El Lolo, Agua Linda, La Popa, Hospital, Magdalena, La Pradera, La Bruja, Farallona, El Tapón, La Clara, Mellizas y Risaralda. 
La microcuenca del río San Rafael está conformada por las quebradas Santa Bárbara, El Encanto, la Desgracia, y otros nacimientos de poco caudal y longitud. 
La microcuenca del río Guarne está conformada por las quebradas: La Soledad, El Oso, San Andrés, El Contento, Sabaletas, Julia, La Máquina. 
La red hidrográfica es muy diversificada en toda el área del municipio, ya que abundan quebradas y nacimientos que se unen entre sí, formando cursos mayores de caudal permanente y abundante, que finalmente desaguan al río Risaralda.

### Clima
El municipio de Apía se encuentra localizado en la vertiente oriental de la Cordillera Occidental, a una altitud de 1.630 m s. n. m. Tiene un área total de 214 km² de los cuales 1 km² corresponden al área urbana. 
Apía pertenece a la formación vegetal, bosque muy húmedo premontano (bmh-PM), con una precipitación media anual de 2300 mm y temperatura media de 19 °C. El relieve es montañoso con pendientes fuertes, el clima varía desde el frío en las altas montañas como el cerro Tatamá, a 4.150 m de altitud, hasta medio en el área urbana y cerca al Río Apia a 1.320 m s. n. m. La ubicación del municipio favorece la acción de los vientos, especialmente los procedentes del norte, confiriéndole un clima más frío a la cabecera. Estas condiciones le permite tener una agricultura muy variada. 
Los suelos de la región se pueden dividir en tres grupos:
- Los comprendidos dentro del Cañón del Río Apía, terrenos pendientes con abundante cascajo, en proceso de meteorización, que con buen manejo, son óptimos para cultivos de clima cálido y medio y que no requieren de mucho laboreo, ya que son muy susceptibles a la erosión. A este grupo corresponde un 55% del área total.

- Los terrenos colindantes con el Municipio de Viterbo, que son suelos rojizos y gredosos, tierras éstas con buena vocación para la ganadería y cultivos de clima cálido y medio, que requieren buena fertilización y manejo. Comprende este grupo un 15% del área total, y

- Las tierras altas de la región, ricas en materia orgánica, con buenas propiedades físicas, que con un buen manejo y adecuación, son óptimas para cultivos de clima medio y frío, lo mismo que para ganadería. El 30% restante corresponde a este grupo.

## División Político-Administrativa
Su Cabecera municipal, se encuentra dividido en los siguientes barrios: Jaime Rendón, Bermeza, Centenario, Quince de Agosto, El Clavel, Santa Inés, Villa de las Cáscaras, Acozma, Los Motoristas, San Juan, San Vicente.
Apía tiene bajo su jurisdicción los siguientes Centros poblados:
- Jordania
- La María

Además, el municipio está compuesto con las siguientes veredas:
Alta Campana, Agua bonita, Agualinda, Bella Vista, El Bosque, El Carmelo, El Diamante, El Encanto, El Guanábano, El Jardín, El Manzanillo, El Vergel, Guarne, Jordania, Alta Campana, Baja Campana, La Candelaria, La Equis, La Estrella, La Farallona, La Floresta, La Línea, La Máquina, La Nubia, La Sombra, Las Delicias, Matecaña, Miravalles, Pavero, San Agustín, San Andrés, San Carlos, San Rafael y Valladolid.

## Demografía
5.961 habitantes habitan en zona urbana y 6.602 habitantes en la zona rural, constituyéndose el campesinado en la población mayoritaria debido a las condiciones geográficas y económicas, ya que predomina café pergamino y agricultura sin café como principales fuentes de ingresos.

## Turismo
Principales sitios de interés:
- Parque nacional natural Tatamá
- Parque natural municipal Agualinda
- Parque Lineal El Clavel
- Parque natural municipal La María
- Granja vinícola San Isidro
- Minas de manganeso San Antonio
- Iglesia Nuestra Señora del Rosario
- Monumento a los Arrieros
- Jardín botánico
- Cascadas de la Popa
- Laguna de Morro Azul
- Valle del río Mapa
- Casa de la Cultura

## Agropecuaria
La diferencia de altitudes, que va desde los 1000 m s. n. m. en su parte más baja, hasta los 4.150 m s. n. m. en el Cerro del Tatamá, hace posible que el municipio pueda tener una agricultura potencial y activa, apta para los cultivos propios de clima cálido, medio y frío.
Toda esta diversidad de suelos y climas hacen de Apia un municipio con un potencial agropecuario excelente que con políticas adecuadas de fomento, crédito y mercadeo, podrían obtenerse gran variedad de cultivos con fines comerciales.
A más de lo anterior, existe una gran área establecida de bosques naturales, ricos en cedros, robles, cerezos, yarumos, etc. y arbustos propios de alturas superiores a los 1800 metros sobre el nivel del mar.
Es Apia por tradición un pueblo cafetero, si se tiene en cuenta que desde la llegada del Padre Guzmán, este sacerdote fomenta en gran manera el cultivo del café y siguiendo el ejemplo del Cura Santandereano, Francisco Romero, impone en el confesionario a sus feligreses, la obligación de sembrar cafetos en sus predios.
En la actualidad hay 4600 ha cultivadas en café, de las cuales 600 son cafeteras tecnificadas, gracias a las campañas emprendidas por el Comité de Cafeteros.
La producción cafetera anual es de 371.000 arrobas, que coloca al Municipio en el 68.º lugar a nivel nacional y en el 8.º en el Departamento de Risaralda, que ocupa el primer lugar en la nación. Fuera del café, aproximadamente unas 300 ha están dedicadas a cultivos transitorios localizados dentro de la zona cafetera; en las partes alta y baja se produce plátano, maíz, frijol, arracacha y yuca, básicamente, pero estos cultivos apenas alcanza para abastecer el consumo de la familia campesina y un poco el de la región.
La caña de azúcar, a pesar de haber existido muy buenos establecimientos paneleros en el municipio, ya no se cultiva, y paradójicamente el único establecimiento para la elaboración de la panela está ubicado en la región de La Línea que es zona marginal muy por encima de los 2.000 m s. n. m.
Tierras con pastos, hay unas 850 ha, con especies como el micay, yaraguá, sabana, kikuyo, india, puntero, etc. Existen además algunos pequeños lotes con cu
A pesar de que Apía fue un municipio con excelentes haciendas ganaderas, en la actualidad la ganadería se basa prácticamente, en la compra de animales de la misma región para cebarlos o mejorarlos un poco y llevarlos al matadero o a la feria. Es pues, una ganadería inestable en cuanto a manejo, mercadeo y calidad de los animales, con cruces predominantemente de ganado criollo como el blanco orejinegro con cebú, holstein y otras razas de carne y leche.

## Servicios públicos
- Energía Eléctrica: Central Hidroeléctrica de Caldas (CHEC), del grupo EPM, es la empresa prestadora del servicio de energía eléctrica.
- Gas Natural: Efigas es la empresa distribuidora y comercializadora de gas natural en el municipio.